# Alois Gaberle
Alois Gaberle (* 30. September 1907  in Oelz/Döberney; † 17. November 1982 in Hamburg) war ein sudetendeutscher Lagerarzt im KZ Sachsenhausen.

## Biografie
Gaberle absolvierte ein Studium der Medizin und promovierte zum Dr. med. Er gehörte im Herbst 1938 den Sudetendeutschen Freikorps an und war ab 1939 als Assistenzarzt bei der chirurgischen Abteilung des Krankenhauses in Iglau tätig. Im August 1938 wurde er Mitglied der allgemeinen SS (SS-Nummer 363.185). Am 29. Dezember 1938 beantragte er die Aufnahme in die NSDAP und wurde rückwirkend zum 1. November desselben Jahres aufgenommen (Mitgliedsnummer 6.621.162). Gaberle absolvierte nach seiner Einziehung zur Waffen-SS 1943 einen Lehrgang an der SS-Ärztlichen Akademie in Graz. Anschließend war er vom 24. August 1943 bis zum Januar 1945 als Lagerarzt im KZ Sachsenhausen tätig. Gaberle war am 11. September 1944 bei Versuchen mit Giftmunition an sowjetischen KZ-Häftlingen in Sachsenhausen anwesend, bei dem fünf Häftlinge ermordet wurden. Er nahm auch an einem Menschenversuch teil, bei dem die Wirkung einer Zyankalikapsel an einem Häftling erprobt wurde. Nachdem der Häftling die Zyankalikapsel zerbissen hatte, starb dieser umgehend. Im Januar 1945 wurde Gaberle in das KZ Mittelbau-Dora versetzt, wo er ebenfalls als Lagerarzt tätig war.
Ab 1950 war er wieder zugelassener Kassenarzt und praktizierte als Allgemeinmediziner in Hamburg-Harburg. Gemeinsam mit den ehemaligen Lagerärzten des KZ Sachsenhausen Heinz Baumkötter und Otto Adam wurde Gaberle im Tatkomplex NS-Gewaltverbrechen in Haftstätten vor dem Landgericht Münster angeklagt. Verhandlungsgegenstand war u. a. die Teilnahme der Lagerärzte an Hinrichtungen, Selektionen und medizinischen Experimenten mit Todesfolge. Am 19. Februar 1962 wurde Gaberle wegen Beihilfe zum Mord zu drei Jahren und drei Monaten Haftstrafe und Baumkötter zu acht Jahren Haft verurteilt. Adam wurde freigesprochen. Am 29. März 1963 wurde das Urteil durch den Bundesgerichtshof bestätigt.